# Symantec Endpoint Protection
Symantec Endpoint Protection, desarrollado por Broadcom Inc., es un paquete de software de seguridad que incluye funciones antimalware, de prevención de intrusiones y cortafuegos para servidores y computadoras de escritorio.

## Historial de versiones
La primera versión de Symantec Endpoint Protection se publicó en septiembre de 2007 y se denominó versión 11.0. Endpoint Protection es el resultado de la fusión de varios productos de software de seguridad, como Symantec Antivirus Corporate Edition 10.0, Client Security, Network Access Control y Sygate Enterprise Edition. Endpoint Protection también incluyó nuevas funciones. Por ejemplo, puede bloquear las transferencias de datos a tipos de dispositivos no autorizados, como unidades flash USB o dispositivos Bluetooth.
En aquel momento, Symantec Antivirus Corporate Edition fue muy criticado por haberse hinchado y volverse poco manejable. Endpoint Protection 11.0 pretendía responder a estas críticas. La huella de disco de Symantec Corporate Edition 10.0 era de casi 100 MB, mientras que la de Endpoint Protection se proyectaba en 21 MB
En 2009, Symantec introdujo un servicio gestionado, mediante el cual el personal de Symantec implementa y gestiona las instalaciones de Symantec Endpoint Protection de forma remota. En 2010 se lanzó una edición para pequeñas empresas con un proceso de instalación más rápido. En febrero de 2011, Symantec anunció la versión 12.0 de Endpoint Protection.  La versión 12 incorporaba una base de datos de archivos maliciosos basada en la nube llamada Symantec Insight. Insight pretendía combatir el malware que genera mutaciones de sus archivos para evitar ser detectado por el software antimalware basado en firmas. A finales de 2012, Symantec lanzó la versión 12.1.2, compatible con VMware vShield.
En septiembre de 2016 se lanzó una versión en la nube de Endpoint Protection. A esta le siguió la versión 14 ese mismo noviembre. La versión 14 incorpora tecnología de aprendizaje automático para encontrar patrones en los datos digitales que pueden ser indicativos de la presencia de una amenaza de ciberseguridad. También incorpora mitigación de exploits de memoria y mejoras de rendimiento.

## Características
Symantec Endpoint Protection es una suite de software de seguridad que incluye funciones de prevención de intrusiones, cortafuegos y antimalware.Según SC Magazine, Endpoint Protection también tiene algunas funciones típicas del software de prevención de pérdida de datos. Normalmente se instala en un servidor que ejecuta Windows, Linux o macOS. A partir de 2018, la versión 14 es la única compatible actualmente.
Endpoint Protection analiza los equipos en busca de amenazas de seguridad. Se utiliza para evitar que se ejecuten programas no aprobados, y para aplicar políticas de cortafuegos que bloquean o permiten el tráfico de red. Intenta identificar y bloquear el tráfico malicioso en una red corporativa o procedente de un navegador web. Utiliza información agregada de los usuarios para identificar software malicioso. En 2016, Symantec afirma utilizar datos de 175 millones de dispositivos que tienen instalado Endpoint Security en 175 países.

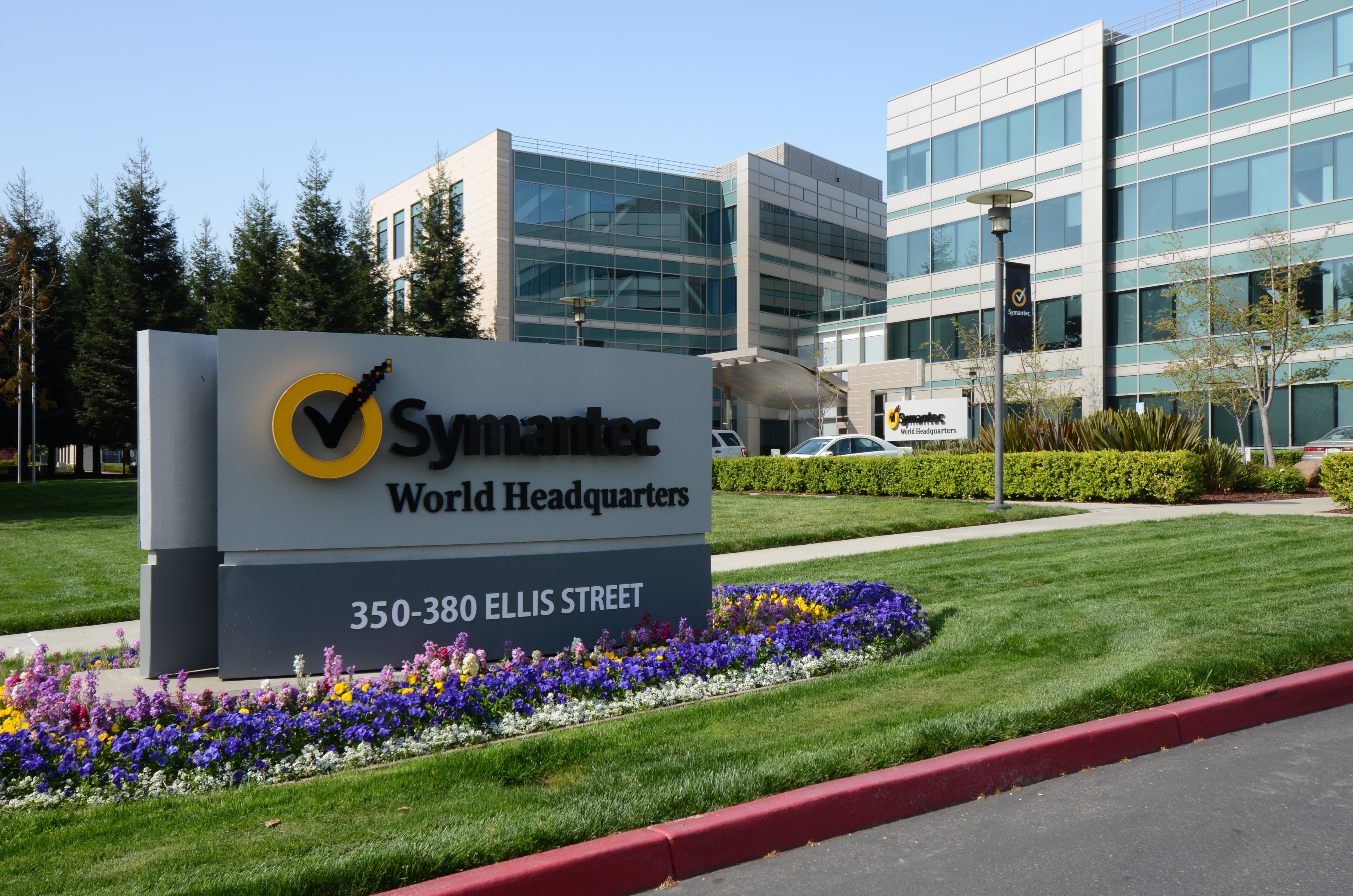
Sede central de Symantec

Endpoint Protection dispone de una consola administrativa que permite al departamento de TI modificar las políticas de seguridad de cada departamento, como qué programas o archivos excluir de los análisis antivirus. No gestiona directamente los dispositivos móviles, sino que los trata como periféricos cuando están conectados a una computadora y protege a la computadora de cualquier software malicioso en los dispositivos móviles.

## Vulnerabilidades
A principios de 2012, el código fuente de Symantec Endpoint Protection fue robado y publicado en Internet. Un grupo de piratas informáticos llamado «The Lords of Dharmaraja» se atribuyó la autoría, alegando que el código fuente había sido robado a la inteligencia militar india. El gobierno indio exige a los proveedores que envíen el código fuente de cualquier programa informático que se venda al gobierno, para garantizar que no se está utilizando para el espionaje. En julio de 2012, una actualización de Endpoint Protection causó problemas de compatibilidad, provocando una pantalla azul de la muerte en equipos con Windows XP que ejecutaban determinados controladores del sistema de archivos de terceros.  En 2014, Offensive Security descubrió un exploit en Symantec Endpoint Protection durante una prueba de penetración de una organización de servicios financieros. El exploit en el controlador de control de aplicaciones y dispositivos permitía a un usuario conectado obtener acceso al sistema. Fue parcheado ese agosto. En 2019, Ofir Moskovitch, un investigador de seguridad descubrió un error de condición de carrera que involucra 2 componentes principales críticos del cliente de Symantec Endpoint Protection: Client Management & Proactive Threat Protection y resulta directamente en un Fallo del Mecanismo de Protección que puede llevar a un Bypass de Autodefensa, también conocido como «SEMZTPTN» - Symantec Endpoint Minimized Timed Protection.

## Recepción
Según Gartner, Symantec Endpoint Protection 14 es uno de los productos de seguridad para puntos finales más completos que existen y suele obtener buenas puntuaciones en pruebas independientes. Sin embargo, una crítica común es que los clientes se sienten «fatigados» por los «cambios casi constantes» en el producto y la dirección de la empresa. SC Magazine afirma que Endpoint Protection 14 es la «herramienta más completa de su tipo... con una instalación y documentación magníficas». La revista afirma que EndPoint Protection tiene una «configuración y administración sencillas», pero tiene la «pega» de que las tarifas de soporte son «un poco elevadas».
Forrester afirmó que la versión 12.1 era el producto de software de seguridad para puntos finales más completo del mercado, pero que las distintas funciones de seguridad informática del software no estaban bien integradas. El informe especulaba con que la falta de integración se solucionaría en la versión 14. Network World clasificó a Symantec Endpoint Protection en el sexto puesto de los productos de seguridad para puntos finales, según los datos de las pruebas de NSS Labs.